# Sam Nilsson
Sam-Olof Nilsson, född 18 juli 1936 i Bastuträsks kyrkobokföringsdistrikt (Norsjö församling), Västerbottens län, död 7 december 2020 i Färingsö distrikt, Stockholms län, var en svensk journalist, TV-chef och politiker (Högerpartiet). Han var åren 1981–1999 VD för Sveriges Television.

## Biografi
Nilsson började sin journalistiska bana vid Nordsvenska Dagbladet i Skellefteå 1956. Under 1960-talet hade han en rad uppdrag inom Högerpartiet (nuvarande Moderaterna), bland annat som informatör 1959 vid dess informationstjänst och dess informationschef från 1960, PR-chef 1964–1966 och partisekreterare 1966–1969. Han var från 1963 också redaktionschef för partiets medlemstidskrift Medborgaren. 
År 1969 anställdes han som nyhetsjournalist vid Sveriges Radios television – som en av de så kallade Bröderna Surf – och blev 1970 biträdande nyhetschef för den centrala nyhetsredaktionen, innan han 1972 utnämndes till chef för TV1:s nyhetsredaktion. 1979 avancerade Nilsson till programdirektör och kanalchef för hela TV1. Två år senare, 1981, utsågs han till VD för Sveriges Television, en post han kom att inneha till och med 1999. Vid det laget var han den TV-chef som suttit längst på sin post i Europa. Han skrev memoarboken Kalabaliken på Gärdet: en TV-chefs memoarer (2013).
Nilsson skrev T-kontoret : svenskt spioneri under kalla kriget (2013). En bok som öppnar dörren till en hemlig värld, den svenska spionverksamheten under kalla kriget. Och dess legendariska T-kontor. Hur såg samarbetet med västmakterna ut? Hur gick det till och vilken omfattning hade det?
Boken presenterar även ett unikt bildmaterial, spionkartor och hemligstämplade dokument. Vad betyder egentligen alla tecken, koder och signaturer? 
Nilsson skrev slutligen Vänbok till kulturen (2019). Sam Nilsson berättar med egna ord hur det gick till när musiken i Piteå lyftes till nya höjder och hur Musikhögskolan fick sin medieutbildning och dansutbildning. Samt om skapandet av Studio Acusticum och den mäktiga orgeln.
Nilsson var styrelseordförande för Nordvision 1979–1981, vice ordförande för den internationella delen av det amerikanska International Council of the National Academy of Television Arts and Sciences 1983–1988 och hade också styrelseuppdrag vid bland annat Dramaten, Svenska Filminstitutet, Drottningholmsteaterns Vänner, Nämnden för psykologisk beredskap och inom Umeå universitet.
Nilsson tilldelades priset Directorate Award vid Emmy Award-galan i New York i november 1998. Juryn ville uppmärksamma hans långvariga insatser inom Sveriges Television och det internationella arbetet för stärkandet av public service-formen.
Under flera år var Nilsson engagerad i satsningen kring Luleå tekniska universitets Campus Piteå med skapandet av Musikhögskolan i Piteå och centret Acusticum med forsknings- och företagsby, kultur- och medieutbildningar och konserthus med invigning 2003. År 2002 utnämndes han till hedersdoktor vid Luleå tekniska universitet och 2011 tilldelades han det norrländska hederspriset Stålbjörnen.
Sam Nilsson gifte sig första gången 1 november 1958 med Kerstin Edin, som var född 1934 och avled 1975 samt var dotter till länsskogvaktaren Gustaf Edin i Arvidsjaur. I detta äktenskap föddes två döttrar. Som änkling gifte han om sig 1979 med Marta Kennedi Sebestyen, född Sebestyen 1932 i Budapest, men skildes från henne 1994. Han gifte sig tredje gången 21 juli 1995 med konstnären Martha Edelheit.